# Aenictus vaucheri
Aenictus vaucheri é uma espécie de formiga do gênero Aenictus.